# 2025–2026-os francia női labdarúgó-bajnokság (első osztály)
A 2025–2026-os francia női labdarúgó-bajnokság első osztályának (hivatalos nevén: Division 1 Féminine) 52. szezonja.
A 12 csapat szeptember első hétvégéjén kezdi meg a bajnokságot. Az utolsó három fordulót április 22. és május 6. között tervezik lebonyolítani, a rájátszás elődöntőire 2026. május 16-án, míg a döntőre május 30-án kerül sor. A tervezetet befolyásolhatják az európai kupaszereplések időpontjai.

## A bajnokság csapatai

### Csapatváltozások
| Feljutott az első osztályba | Kiesett a másodosztályba |
| --------------------------- | ------------------------ |
| RC Lens Olympique Marseille | EA Guingamp Stade Reims  |

### Csapatok adatai
| Klub                | Település      | Stadion                   | Férőhely | Vezetőedző          | 2024–25-ös helyezés |
| ------------------- | -------------- | ------------------------- | -------- | ------------------- | ------------------- |
| Dijon FCO           | Dijon          | Stade des Poussots        | 498      | Pierre-Alain Picard | 4.                  |
| Fleury 91           | Fleury-Mérogis | Stade Walter-Felder       | 1 000    | Frédéric Biancalani | 5.                  |
| RC Lens             | Arras          | Stade Degouve-Brabant     | 2 000    | Sarah M'Barek       | 2. D2-A             |
| Le Havre AC         | Le Havre       | Stade Océane              | 25 000   | Maxime Di Liberto   | 8.                  |
| Olympique Lyon      | Lyon           | Stade Gérard Houllier     | 1 524    | Jonatan Giráldez    | 1.                  |
| Olympique Marseille | Marseille      | La Commanderie            | 500      | Frédéric Gonçalves  | 1. D2-A             |
| Montpellier HSC     | Montpellier    | Stade Bernard-Gasset      | 1 280    | Yannick Chandioux   | 6.                  |
| FC Nantes           | Nantes         | Stade Marcel-Saupin       | 1 880    | Nicolas Chabot      | 7.                  |
| Paris FC            | Bondoufle      | Stade Robert-Bobin        | 18 845   | Sandrine Soubeyrand | 3.                  |
| Paris Saint-Germain | Párizs         | Stade Georges-Lefèvre     | 2 164    | Paulo César         | 2.                  |
| AS Saint-Étienne    | Saint-Étienne  | Stade Salif-Keïta         | 1 000    | Sébastien Joseph    | 10.                 |
| RC Strasbourg       | Strasbourg     | Stade Jean Nicolas Muller | 1 000    | Vincent Nogueira    | 9.                  |

### Vezetőedző váltások
| Csapat              | Távozó edző         | Ok                                               | Dátum             | Poz. | Érkező edző         | Dátum            |
| ------------------- | ------------------- | ------------------------------------------------ | ----------------- | ---- | ------------------- | ---------------- |
| Dijon FCO           | Sébastien Joseph    | lemondás                                         | 2025. február 15. | –    | Pierre-Alain Picard | 2025. március 4. |
| Olympique Lyon      | Joe Montemurro      | Az ausztrál válogatott szövetségi kapitánya lett | 2025. június 1.   | –    | Jonatan Giráldez    | 2025. június 2.  |
| AS Saint-Étienne    | Marc-Antoine Brihat | megbízás vége                                    | 2025. május 13.   | –    | Sébastien Joseph    | 2025. június 18. |
| Paris Saint-Germain | Fabrice Abriel      | elbocsátás                                       | 2025. május 5.    | –    | Paulo César         | 2025. július 7.  |

## Tabella
| Hely. | Csapat                | M | Gy | D | V | G+ | G– | Gk | P | Megjegyzés |
| ----- | --------------------- | - | -- | - | - | -- | -- | -- | - | ---------- |
| 1.    | Dijon                 | 0 | 0  | 0 | 0 | 0  | 0  | 0  | 0 | Rájátszás  |
| 2.    | Fleury 91             | 0 | 0  | 0 | 0 | 0  | 0  | 0  | 0 | Rájátszás  |
| 3.    | Lens Ú                | 0 | 0  | 0 | 0 | 0  | 0  | 0  | 0 | Rájátszás  |
| 4.    | Le Havre              | 0 | 0  | 0 | 0 | 0  | 0  | 0  | 0 | Rájátszás  |
| 5.    | Olympique Lyon CV     | 0 | 0  | 0 | 0 | 0  | 0  | 0  | 0 |            |
| 6.    | Olympique Marseille Ú | 0 | 0  | 0 | 0 | 0  | 0  | 0  | 0 |            |
| 7.    | Montpellier           | 0 | 0  | 0 | 0 | 0  | 0  | 0  | 0 |            |
| 8.    | Nantes                | 0 | 0  | 0 | 0 | 0  | 0  | 0  | 0 |            |
| 9.    | Paris FC KGY          | 0 | 0  | 0 | 0 | 0  | 0  | 0  | 0 |            |
| 10.   | Paris Saint-Germain   | 0 | 0  | 0 | 0 | 0  | 0  | 0  | 0 |            |
| 11.   | Saint-Étienne         | 0 | 0  | 0 | 0 | 0  | 0  | 0  | 0 | D2         |
| 12.   | Strasbourg            | 0 | 0  | 0 | 0 | 0  | 0  | 0  | 0 | D2         |

### Helyezések fordulónként
| Csapat ╲ Forduló    | 1     | 2 | 3 | 4 | 5 | 6 | 7 | 8 | 9 | 10 | 11 | 12 | 13 | 14 | 15 | 16 | 17 | 18 | 19 | 20 | 21 | 22 |
| ------------------- | ----- | - | - | - | - | - | - | - | - | -- | -- | -- | -- | -- | -- | -- | -- | -- | -- | -- | -- | -- |
| Csapat ╲ Forduló    | Dijon |   |   |   |   |   |   |   |   |    |    |    |    |    |    |    |    |    |    |    |    |    |
| Fleury              |       |   |   |   |   |   |   |   |   |    |    |    |    |    |    |    |    |    |    |    |    |    |
| Le Havre            |       |   |   |   |   |   |   |   |   |    |    |    |    |    |    |    |    |    |    |    |    |    |
| Lens                |       |   |   |   |   |   |   |   |   |    |    |    |    |    |    |    |    |    |    |    |    |    |
| Lyon                |       |   |   |   |   |   |   |   |   |    |    |    |    |    |    |    |    |    |    |    |    |    |
| Marseille           |       |   |   |   |   |   |   |   |   |    |    |    |    |    |    |    |    |    |    |    |    |    |
| Montpellier         |       |   |   |   |   |   |   |   |   |    |    |    |    |    |    |    |    |    |    |    |    |    |
| Nantes              |       |   |   |   |   |   |   |   |   |    |    |    |    |    |    |    |    |    |    |    |    |    |
| Paris FC            |       |   |   |   |   |   |   |   |   |    |    |    |    |    |    |    |    |    |    |    |    |    |
| Paris Saint-Germain |       |   |   |   |   |   |   |   |   |    |    |    |    |    |    |    |    |    |    |    |    |    |
| Saint-Étienne       |       |   |   |   |   |   |   |   |   |    |    |    |    |    |    |    |    |    |    |    |    |    |
| Strasbourg          |       |   |   |   |   |   |   |   |   |    |    |    |    |    |    |    |    |    |    |    |    |    |